# Tofaş 124
Tofaş 124 – samochód produkowany w latach 1971-1994 przez turecką firmę Tofaş na bazie Fiata 124.

## Historia i opis
Tofaş 124, znany również jako Tofaş 124 Murat był pierwszym samochodem wyprodukowanym w Turcji. Produkcję seryjną rozpoczęto 13 lutego 1971 a wstrzymano 28 grudnia 1976 po wprowadzeniu Tofaşa 131. W 1984 po liftingu polegającym na zmianie kształtu reflektorów z okrągłych na prostokątne, wznowiono produkcję modelu pod nazwą Tofaş 124 Serçe. W 1994 zjechał z taśmy montażowej ostatni Tofaş 124. Łącznie wyprodukowano 134 867 egzemplarzy.
Wyposażony był w czterocylindrowy silnik o pojemności 1197 cm³ i mocy 60 KM zblokowany z w pełni zsynchronizowaną, czterobiegową, manualną skrzynią biegów. Osiągał prędkość maksymalną 160 km/h.

## Tofaş 124 Serçe

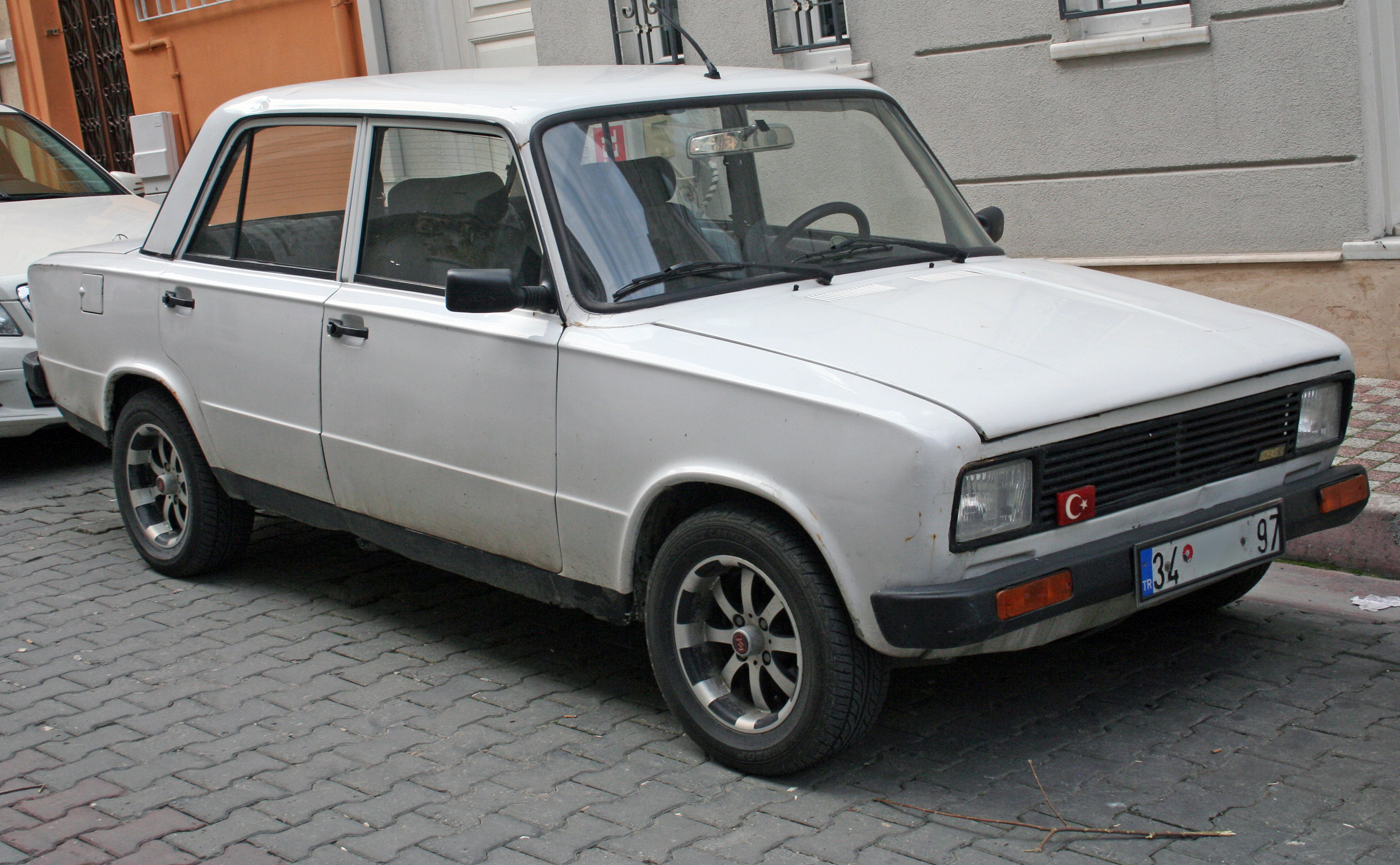
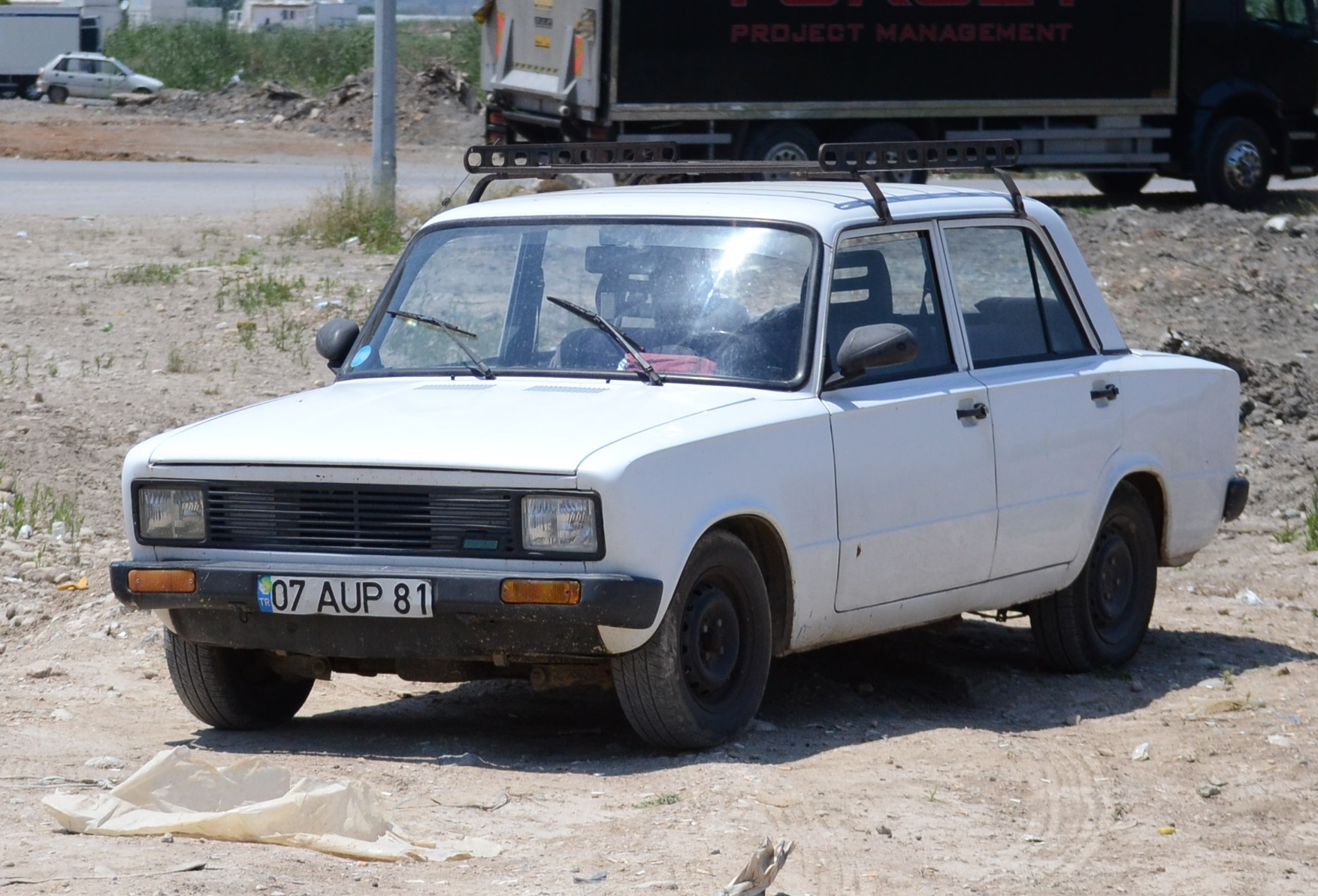
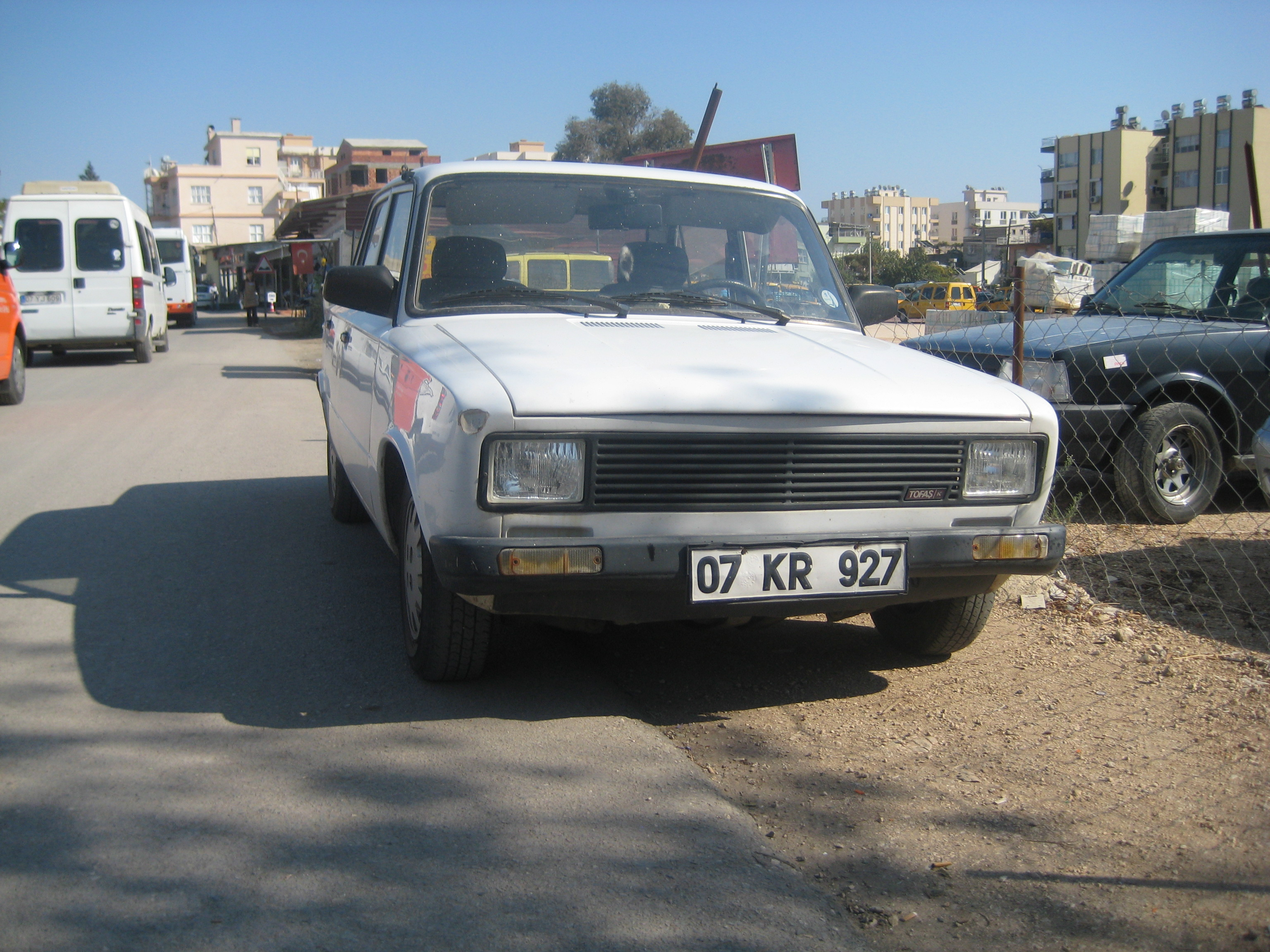